# Most Anšun
Most Anšun ({{zh|s=安顺桥|l= dobesedno 'Most mirnih in tekočih') je most v Čengduju v Sečuanu na Kitajskem. Prečka reko Džin. Pokriti most vsebuje relativno veliko restavracijo in je priljubljeno mesto za prehranjevanje v mestu.

## Lokacija
Most Anšun stoji v vzhodno-osrednjem delu mesta Čengdu. Je blizu parka Vangdžjanglou in univerze Sečuan. Prav tako je blizu živahnih nakupovalnih okrožij, kot sta cesta Čunši in Taikoo Li na severu.

## Zgodovina
V 13. stoletju je Marco Polo pisal o več mostovih na Kitajskem, most Anšun (njegova zgodnejša različica) pa je bil eden izmed njih.
Most Anšun, takrat imenovan tudi most Čanghong (长虹桥), je bil obnovljen leta 1677. Povezal je ulico Da'an z ulico Vaniančjao in premoščal reko Džindžjang z dvonadstropno leseno konstrukcijo: v zgornjem nadstropju so bili kipi božanstev, v spodnjem pa je bila pot za pešce in prevoznike blaga. Most je bil po uničenju v poplavah večkrat obnovljen, vključno z večjimi obnovami v letih 1744 in 1746.
Leta 1949, po komunističnem prevzemu Čengduja, je novo ustanovljena ljudska vlada mesta Čengdu obnovila most na vzhodnem koncu zgornje ulice Taiping kot preprostejšo leseno konstrukcijo za pešce na enem nivoju. Po nadaljnji rekonstrukciji leta 1974 je bil leta 1978 dokončan nov most, ki pa se je med poplavo leta 1981 zrušil. Da bi zadostila naraščajočim prometnim potrebam mesta, je občina Čengdu leta 1978 na ulici Šierbei zgradila Novi most Anšun, dostopen za vozila.
V okviru projekta obnove reke Fu'nan leta 1996 je ljudska vlada mesta Čengdu razstavila poškodovani stari most in naročila prenovo, da bi ustvarila triločno repliko, ki vključuje zgodovinske in komercialne značilnosti. Ta projekt je privedel do preimenovanja stare konstrukcije v Anšun Langčjao (安顺廊桥), ki združuje most in gradbene elemente s kulturnimi in turističnimi funkcijami. Gradnja se je začela leta 2000 in je bila končana avgusta 2003 kot del pobude občinske oblasti za ohranitev mestne dediščine in hkrati prilagajanje sodobnim urbanim potrebam.

## Opis
Most je dolg 81 metrov in širok 6 metrov, v starodavnem slogu dinastij Ming in Čing. Ograja mostu je izrezljana s čudovitimi vzorci, kot so sliva, orhideja, bambus in krizanteme, ki predstavljajo tradicionalno kitajsko ljudsko kulturo. Na mostnem stebru sedita dva kipa vodnih živali, ki naj bi po verovanju starodavnih ljudi odganjala poplave. Vsaka stran mostu ima arhaičen spominski lok, slog mostu pa močno izraža bistvo kitajskega arhitekturnega sloga.

## Galerija
- Most Anšun ponoči
- Most Anšun prečka reko Džin v Čengduju
- Dstajl mostu
- Most leta 2012